# Leonard Blair
Leonard Paul Blair (ur. 12 kwietnia 1949 w Detroit, Michigan) – amerykański duchowny katolicki, w latach 2013–2024 arcybiskup metropolita Hartford.

## Życiorys
Ukończył Seminarium Najświętszego Serca w rodzinnym mieście, a następnie wyjechał na dalsze studia do Rzymu. Na Uniwersytecie Gregoriańskim uzyskał licencjat z teologii, a na Angelicum doktorat z tej dziedziny. 26 czerwca 1976 otrzymał święcenia kapłańskie z rąk kardynała Johna Deardena. Pracował m.in. jako osobisty sekretarz kard. Szoki, wikariusz generalny i kanclerz archidiecezji Detroit. W latach 1994–1997 był pracownikiem Prefektury Ekonomicznych Spraw Stolicy Apostolskiej (kard. Szoka był wówczas przewodniczącym tej dykasterii). Po powrocie do kraju służył duszpastersko jako proboszcz w Grosse Pointe Farms.
8 lipca 1999 otrzymał nominację na biskupa pomocniczego Detroit ze stolicą tytularną Voncariana. Sakry udzielił mu kard. Adam Maida. 
7 października 2003 mianowany ordynariuszem diecezji Toledo, objął urząd 4 grudnia 2003.
29 października 2013 papież Franciszek mianował go arcybiskupem metropolitą Hartford w Connecticut. Ingres odbył się 16 grudnia 2013. Paliusz otrzymał z rąk papieża Franciszka w dniu 29 czerwca 2014.
1 maja 2024 ten sam papież przyjął jego rezygnację z urzędu metropolity, rządy w archidiecezji przejął dotychczasowy koadiutor, abp Christopher Coyne.